# Jack Dillon
Jack Dillon (Frankfort, 2 de fevereiro de 1891 - Chattahoochee, 7 de agosto de 1942) foi um pugilista americano, campeão mundial dos meios-pesados entre 1914 e 1916.

## Biografia
Jack Dillon, cujo nome verdadeiro era Ernest Cutler Price, começou a lutar boxe em 1908, tendo permanecido invicto até 1910, quando perdeu sua primeira luta para Ed McGoorty.
Sem deixar-se abalar pela perda de sua invencibilidade, em 1911, Dillon entrou de cara na corrida pelo título dos pesos-médios, que estava em disputa desde o falecimento de Stanley Ketchel. Para tanto, Dillon começou a encarar de frente adversários duros, tais como Frank Mantell, Bob Moha, Battling Levinsky e Frank Klaus.
Após resultados bastante consistentes em 1911, logo no início de 1912, Dillon nocauteou Leo Houck, em seis assaltos, e com esta vitória passou a declarar-se campeão mundial dos pesos-médios. Entretanto, ainda em 1912, em sua primeira defesa deste seu pretenso título mundial, Dillon acabou perdendo para Frank Klaus, em uma decisão nos pontos, após vinte assaltos.
Apesar da derrota para Klaus, que o tirou do páreo direto pelo reconhecimento do título mundial dos médios, Dillon não recuou e continuou insistindo em lutar contra os melhores boxeadores de sua época.
Finalmente, a recompensa veio em 1914, quando Dillon enfrentou Battling Levinsky, em uma luta decidida nos pontos, após doze assaltos. Declarado vencedor, Dillon havia conseguido conquistar o título mundial dos meios-pesados, um título que estava vago desde 1905.
Após se tornar campeão dos meios-pesados, Dillon conseguiu defender seu título em cinco ocasiões diferentes, icluindo duas lutas contra Levinsky. Porém, em 1916, a insistência de Levinsky foi recompensada, quando ele enfim conseguiu retirar de Dillon seu cinturão, em uma decisão unânime, após doze assaltos.
Mesmo após ter sido destronado, Dillon manteve-se ativo nos anos seguintes, contudo, no período de 1917 a 1921, sua carreira passou a acumular muitos resultados negativos. Dillon não lutou em 1922, mas ainda retornou, em 1923, para uma última exibição.
Em sua aposentadoria, Dillon mudou-se para Flórida e foi dono de um restaurante. Tinha 51 anos de idade, quando faleceu em 1942.
Em 1995, Jack Dillon juntou-se à galeria dos pugilistas imortalizados no International Boxing Hall of Fame.